# Dioptis onega
Dioptis onega är en fjärilsart som beskrevs av Bates 1862. Dioptis onega ingår i släktet Dioptis och familjen tandspinnare. Inga underarter finns listade i Catalogue of Life.